# Universidad Federal de Ouro Preto
Universidad Federal de Ouro Preto (Universidade Federal de Ouro Preto, UFOP) es una universidad de Minas Gerais, Brasil.
La Universidad fue creada en 1969.
La Facultad de Farmacia de Ouro Preto fue creado por la ley número 140 de 1839, y fue la base para esta Universidad.
Actualmente, tiene campi en las ciudades de Ouro Preto, Mariana y João Monlevade.